# Subdivisions du kraï de l'Altaï
L'administration territoriale du kraï de l'Altaï est l'organisation des institutions et des administrations du territoire du kraï russe de l'Altaï. On recense de nombreuses communautés territoriales qui peuvent avoir un objectif politique (municipalités), électoral (circonscriptions électorales) ou administratif (raïons et certaines villes).

## Subdivisions

### Catégories

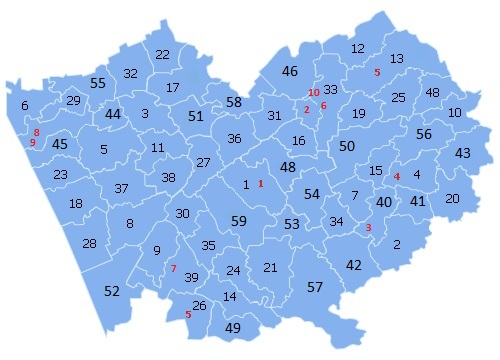
Subdivisions du kraï.

Conformément à la loi « Sur la structure administrative-territoriale du kraï de l'Altaï », compte tenu des derniers changements administratifs-territoriaux, le sujet de la fédération de Russie comprend les unités administratives-territoriales et les unités territoriales (localités ) suivantes:
- okrougs urbains  - 9 ;
- okrougs municipaux  - 4 ;
- raïons municipaux  - 56 ;
  - établissements urbains  - 7 ;
  - établissements ruraux  - 618.

### Tableau
| N° sur la carte                       | Nom                                   | Centre                                | Code OKATO                            | Superficie, km²                       | Population Rec. 2021                  | Densité (habitants/km²)               |
| Villes d'importance régionale et ZATO | Villes d'importance régionale et ZATO | Villes d'importance régionale et ZATO | Villes d'importance régionale et ZATO | Villes d'importance régionale et ZATO | Villes d'importance régionale et ZATO | Villes d'importance régionale et ZATO |
| ------------------------------------- | ------------------------------------- | ------------------------------------- | ------------------------------------- | ------------------------------------- | ------------------------------------- | ------------------------------------- |
| 01                                    | Aleïsk                                | Aleïsk                                | 01 403                                | 43,9                                  | 25 380                                | 646                                   |
| 02                                    | Okroug urbain de Barnaoul             | Barnaoul                              | 01 401                                | 939,5                                 | 698 603                               | 745                                   |
| 03                                    | Belokourikha                          | Belokourikha                          | 01 404                                | 92,3                                  | 14 735                                | 161                                   |
| 04                                    | Okroug urbain de Biïsk                | Biïsk                                 | 01 405                                | 291,6                                 | 191 963                               | 733                                   |
| 05                                    | Zarinsk                               | Zarinsk                               | 01 406                                | 79.1                                  | 41 272                                | 598                                   |
| 06                                    | Novoaltaïsk                           | Novoaltaïsk                           | 01 413                                | 72.2                                  | 73 049                                | 1001                                  |
| 07                                    | Roubtsovsk                            | Roubtsovsk                            | 01 416                                | 84                                    | 126 834                               | 1744                                  |
| 08                                    | Okroug municipal de Slavgorod         | Slavgorod                             | 01 419                                | 53.3                                  | 37 657                                | 19.2                                  |
| 09                                    | Iarovoïe                              | Iarovoïe                              | 01 430                                | 44.3                                  | 16 424                                | 410                                   |
| 10                                    | ZATO Sibirski                         | Sibirski                              | 01 555                                | 6.1                                   | 10 520                                | 1936                                  |
| Raïons                                |                                       |                                       |                                       |                                       |                                       |                                       |
| 01                                    | Raïon de Aleïsk                       | Aleïsk                                | 01 201                                | 3400                                  | 14 374                                | 4.4                                   |
| 02                                    | Raïon d'Altaïskoïe                    | Altaïskoïe                            | 01 202                                | 3400                                  | 26 279                                | 7.7                                   |
| 03                                    | Raïon de Baïevo                       | Baïevo                                | 01 203                                | 2740                                  | 8277                                  | 3.5                                   |
| 04                                    | Raïon de Biïsk                        | Biïsk                                 | 01 204                                | 2200                                  | 32 595                                | 14.9                                  |
| 05                                    | Raïon de Blagovechtchenka             | Blagovechtchenka                      | 01 205                                | 3700                                  | 26 285                                | 7.9                                   |
| 06                                    | Raïon de Bourla                       | Bourla                                | 01 206                                | 2746                                  | 8039                                  | 3.9                                   |
| 07                                    | Raïon de Bystry Isstok                | Bystry Isstok                         | 01 207                                | 1804                                  | 7479                                  | 5.2                                   |
| 08                                    | Raïon de Volchikha                    | Volchikha                             | 01 208                                | 3600                                  | 15 241                                | 5.0                                   |
| 09                                    | Raïon de Iegorevskoïe                 | Novoïegorievskoïe                     | 01 209                                | 2500                                  | 11 099                                | 5.4                                   |
| 10                                    | Raïon de Ieltsovka                    | Ieltsovka                             | 01 210                                | 2158                                  | 4944                                  | 2.8                                   |
| 11                                    | Raïon de Zavialovo                    | Zavialovo                             | 01 211                                | 2224                                  | 16 073                                | 8.3                                   |
| 12                                    | Raïon de Zalessovo                    | Zalessovo                             | 01 212                                | 3274                                  | 11 793                                | 4.4                                   |
| 13                                    | Raïon de Zarinsk                      | Zarinsk                               | 01 213                                | 5214                                  | 13 703                                | 3.6                                   |
| 14                                    | Raïon de Zmeïnogorsk                  | Zmeïnogorsk                           | 01 214                                | 2802                                  | 16 460                                | 7.1                                   |
| 15                                    | Raïon de Zonalnoïe                    | Zonalnoïe                             | 01 229                                | 1717                                  | 16 555                                | 11.7                                  |
| 16                                    | Raïon de Kalmanka                     | Kalmanka                              | 01 215                                | 1820                                  | 11 755                                | 7.5                                   |
| 17                                    | Raïon de Kamen                        | Kamen-na-Obi                          | 01 216                                | 3621                                  | 41 148                                | 3.0                                   |
| 18                                    | Raïon de Klioutchi                    | Klioutchi                             | 01 217                                | 3043                                  | 13 070                                | 5.7                                   |
| 19                                    | Raïon de Kossikha                     | Kossikha                              | 01 218                                | 1877                                  | 13 873                                | 8.8                                   |
| 20                                    | Raïon de Krasnogorskoïe               | Krasnogorskoïe                        | 01 219                                | 3070                                  | 13 116                                | 5.1                                   |
| 21                                    | Raïon de Krasnochtchekovo             | Krasnochtchekovo                      | 01 220                                | 3543                                  | 14 217                                | 4.9                                   |
| 22                                    | Raïon de Kroutikha                    | Kroutikha                             | 01 221                                | 2051                                  | 8307                                  | 5.2                                   |
| 23                                    | Raïon de Koulounda                    | Koulounda                             | 01 222                                | 1980                                  | 20 888                                | 11.2                                  |
| 24                                    | Raïon de Kouria                       | Kouria                                | 01 223                                | 2500                                  | 8456                                  | 4.0                                   |
| 25                                    | Raïon de Kytmanovo                    | Kytmanovo                             | 01 224                                | 2550                                  | 10 104                                | 5.0                                   |
| 26                                    | Raïon de Lokot                        | Gorniak                               | 01 225                                | 2340                                  | 20 480                                | 11.4                                  |
| 27                                    | Raïon de Mamontovo                    | Mamontovo                             | 01 226                                | 2297                                  | 18 274                                | 9.8                                   |
| 28                                    | Raïon de Mikhaïlovskoïe               | Mikhaïlovskoïe                        | 01 227                                | 3100                                  | 16 758                                | 6.5                                   |
| 29                                    | Raïon national allemand               | Halbstadt                             | 01 260                                | 1450                                  | 15 144                                | 11.5                                  |
| 30                                    | Raïon de Novitchikha                  | Novitchikha                           | 01 228                                | 3100                                  | 7669                                  | 3.0                                   |
| 31                                    | Raïon de Pavlovsk                     | Pavlovsk                              | 01 230                                | 2230                                  | 39 526                                | 18.3                                  |
| 32                                    | Raïon de Pankrouchikha                | Pankrouchikha                         | 01 231                                | 2700                                  | 9555                                  | 4.6                                   |
| 33                                    | Raïon de Pervomaïskoïe                | Novoaltaïsk                           | 01 232                                | 3616                                  | 52 136                                | 14.6                                  |
| 34                                    | Raïon de Petropavlovskoïe             | Petropavlovskoïe                      | 01 233                                | 1618                                  | 10 571                                | 7.3                                   |
| 35                                    | Raïon de Pospelikha                   | Pospelikha                            | 01 234                                | 2423                                  | 19 947                                | 9.7                                   |
| 36                                    | Raïon de Rebrikha                     | Rebrikha                              | 01 235                                | 2686                                  | 19 372                                | 8.7                                   |
| 37                                    | Raïon de Rodino                       | Rodino                                | 01 236                                | 3118                                  | 14 893                                | 6.1                                   |
| 38                                    | Raïon de Romanovo                     | Romanovo                              | 01 237                                | 2082                                  | 10 874                                | 5.9                                   |
| 39                                    | Raïon de Roubtsovsk                   | Roubtsovsk                            | 01 238                                | 3339                                  | 18 615                                | 7.3                                   |
| 40                                    | Raïon de Smolenskoïe                  | Smolenskoïe                           | 01 240                                | 2033                                  | 20 911                                | 11.3                                  |
| 41                                    | Raïon de Sovetskoïe                   | Sovetskoïe                            | 01 242                                | 1500                                  | 14 059                                | 10.6                                  |
| 42                                    | Raïon de Solonetchnoïe                | Solonetchnoïe                         | 01 243                                | 3529                                  | 7435                                  | 2.8                                   |
| 43                                    | Raïon de Solton                       | Solton                                | 01 244                                | 3020                                  | 6386                                  | 2.6                                   |
| 44                                    | Raïon de Verkh-Souïetka               | Verkh-Souïetka                        | 01 241                                | 1108                                  | 3496                                  | 4.1                                   |
| 45                                    | Raïon de Tabouny                      | Tabouny                               | 01 246                                | 1960                                  | 7229                                  | 4.8                                   |
| 46                                    | Raïon de Talmenka                     | Talmenka                              | 01 247                                | 3914                                  | 42 950                                | 11.8                                  |
| 47                                    | Raïon de Togoul                       | Togoul                                | 01 248                                | 2000                                  | 6499                                  | 4.0                                   |
| 48                                    | Raïon de Toptchikha                   | Toptchikha                            | 01 249                                | 3300                                  | 18 543                                | 6.8                                   |
| 49                                    | Raïon de Tretiakovo                   | Staroaleiskoïe                        | 01 250                                | 1998                                  | 10 535                                | 6.5                                   |
| 50                                    | Raïon de Troïtskoïe                   | Troïtskoïe                            | 01 251                                | 4200                                  | 18 691                                | 5.5                                   |
| 51                                    | Raïon de Tioumentsevo                 | Tioumentsevo                          | 01 252                                | 2273                                  | 11 268                                | 6.4                                   |
| 52                                    | Raïon d'Ouglovskoïe                   | Ouglovskoïe                           | 01 253                                | 4844                                  | 9237                                  | 2.7                                   |
| 53                                    | Raïon d'Oust-Kalmanka                 | Oust-Kalmanka                         | 01 254                                | 2300                                  | 11 136                                | 6.2                                   |
| 54                                    | Raïon d'Oust-Pristan                  | Oust-Tcharychskaïa Pristan            | 01 255                                | 2700                                  | 9538                                  | 4.4                                   |
| 55                                    | Raïon de Khabary                      | Khabary                               | 01 256                                | 2800                                  | 12 765                                | 5.4                                   |
| 56                                    | Raïon de Tselinnoïe                   | Tselinnoïe                            | 01 257                                | 2882                                  | 13 416                                | 5.4                                   |
| 57                                    | Raïon de la Tcharych                  | Tcharychskoïe                         | 01 258                                | 6910                                  | 9689                                  | 1.7                                   |
| 58                                    | Raïon de Chelabolikha                 | Chelabolikha                          | 01 245                                | 2510                                  | 10 501                                | 5.1                                   |
| 59                                    | Raïon de Chipounovo                   | Chipounovo                            | 01 259                                | 4130                                  | 25 028                                | 7.9                                   |